# Parachelifer longipalpus
Espèce
Parachelifer longipalpus est une espèce de pseudoscorpions de la famille des Cheliferidae.

## Distribution
Cette espèce est endémique des États-Unis. Elle se rencontre en Arkansas, en Illinois, au Nebraska et au Dakota du Sud.

## Publication originale
- Hoff, 1945 : Pseudoscorpions from North Carolina. Transactions of the American Microscopical Society, vol. 64, p. 311-327.